# Pilár
A Pilár spanyol eredetű női név, jelentése: pillér, talapzat, Szűz Mária egyik megnevezéséből (Santa Maria del Pilar) származik.

## Gyakorisága
Az 1990-es években szórványos név, a 2000-es években nem szerepel a 100 leggyakoribb női név között.

## Névnapok
- október 12.[2]